# Arrondissement de Sarcelles
L'arrondissement de Sarcelles est une division administrative française, située dans le département du Val-d'Oise et la région Île-de-France. Son territoire comporte des zones fortement urbanisées mais également une partie d'un parc naturel régional, ainsi qu'une partie de l'aéroport de Paris-Charles-de-Gaulle, le plus grand aéroport de France. Son chef-lieu est la ville de Sarcelles, voisine de Garges-lès-Gonesse.

## Situation
Au nord géographique de l'Île-de-France, l'arrondissement de Sarcelles est limitrophe de ses deux voisins valdoisiens, l'arrondissement d'Argenteuil au sud-ouest et l'arrondissement de Pontoise à l'ouest. Au nord, il est limitrophe de l'arrondissement de Senlis dans l'Oise, à l'est de l'arrondissement de Meaux en Seine-et-Marne et au sud, en Seine-Saint-Denis, il borde, du sud est au sud ouest, l'arrondissement du Raincy et l'arrondissement de Saint-Denis. 

## Histoire
L'arrondissement fut créé, dans le département de Seine-et-Oise, par décret du 7 novembre 1962, en tant qu'arrondissement de Montmorency, et son chef-lieu était alors dans la ville éponyme. Il comprenait quatre cantons (Écouen, Gonesse, Luzarches, Montmorency). En 1964 le nombre de cantons passa à six (Écouen-Lochère, Enghien-les-Bains, Gonesse, Luzarches, Montmorency, Sarcelles-Centre). Il fut ensuite intégré, sans modification de ses limites, dans le département du Val-d'Oise lors de sa création. Le découpage cantonal fut à nouveau remanié à cette occasion, en 1967.
En 2000, le chef-lieu a été transféré à Sarcelles, le déménagement de l'administration sous-préfectorale ayant été effectif en 2004.

## Territoire
L'arrondissement de Sarcelles recouvre une grande partie de la plaine de France et du pays du même nom. Le territoire de l'arrondissement comporte deux parties distinctes. Au sud se trouvent des zones fortement urbanisées typiques de la banlieue de grande couronne et l'aéroport Roissy-Charles-de-Gaulle tandis qu'au nord l'urbanisation se fait progressivement moins dense jusqu'au Pays de France, dont une partie est protégée par le Parc naturel régional Oise-Pays de France (25 % des communes de l'arrondissement).

## L'arrondissement dans le département
L'arrondissement rassemble 38 % de la population du département au recensement de 2022. Avec 1 308,5 hab./km2 contre 1 019,9 hab./km2 en moyenne dans le département, la densité de population y est supérieure à celle du reste du Val-d'Oise et de la région Île-de-France (1 030,7 hab./km2 ).

## Composition

### Composition jusqu'en 2016
L'arrondissement compte 61 communes, soit plus que le département entier de la Seine-Saint-Denis. La population moyenne par commune est de 7011 habitants et leur superficie moyenne de 5,96 km2. La densité de population moyenne de l'arrondissement est quant à elle de 1 174 hab./km2. 
En moyenne, les cantons de l'arrondissement comprennent quatre communes. Le canton de Luzarches, qui en compte le plus, en comprend seize alors que d'autres ne sont composés que d'une fraction d'une ville importante (les communes de Garges-lès-Gonesse et de Sarcelles sont fractionnées chacune en deux cantons). Enfin, on compte dans l'arrondissement un "canton-commune", le canton de Saint-Gratien, qui se superpose à une commune unique.
Avant le redécoupage cantonal de 2014, les 15 cantons de l'arrondissement de Sarcelles étaient les suivants :
- canton de Domont, quatre communes
- canton d'Écouen, six communes
- canton d'Enghien-les-Bains, trois communes
- canton de Garges-lès-Gonesse-Est, fraction de commune à laquelle est adjointe Bonneuil-en-France
- canton de Garges-lès-Gonesse-Ouest, fraction de commune
- canton de Gonesse, neuf communes
- canton de Goussainville, deux communes
- canton de Luzarches, seize communes
- canton de Montmorency, deux communes
- canton de Saint-Gratien, une commune
- canton de Sarcelles-Nord-Est, fraction de commune
- canton de Sarcelles-Sud-Ouest, fraction de commune
- canton de Soisy-sous-Montmorency, trois communes
- canton de Viarmes, dix communes
- canton de Villiers-le-Bel, deux communes

#### Intercommunalité dans l'arrondissement
L'arrondissement de Sarcelles abrite trois communauté d'agglomération : la communauté d'agglomération Val de France (quatre communes pour 136 365 habitants) et la Communauté d'agglomération de la Vallée de Montmorency (huit communes pour 101 862 habitants) et la communauté d'agglomération Roissy Porte de France (19 communes pour 85 176 habitants).
L'arrondissement compte trois communautés de communes qui sont les suivantes : la Communauté de communes Carnelle - Pays de France (dix communes pour 19 940 habitants), la communauté de communes du Pays de France (dix communes pour 9 049 habitants) et la communauté de communes de l'Ouest de la Plaine de France (six communes pour 43 543 habitants).
Aucune communauté structure intercommunale de l'arrondissement n'est à cheval sur le territoire de ses voisins. 
Fin 2007, neuf communes de l'arrondissement sur 61, soit à peine 15 % du total, demeurent isolées hors des structures intercommunales existantes. Il s'agit des communes d'Attainville, Le Mesnil-Aubry, Ecouen, Le Plessis-Gassot, Bouqueval, Goussainville, Gonesse, Bonneuil-en-France et Enghien-les-Bains.

### Découpage communal depuis 2017
La composition de l'arrondissement a été modifiée par l'arrêté du 30 décembre 2016 prenant effet au 1er janvier 2017.
Au 1er janvier 2024, l'arrondissement groupe les 62 communes suivantes :
1. Andilly
2. Arnouville
3. Asnières-sur-Oise
4. Attainville
5. Baillet-en-France
6. Bellefontaine
7. Belloy-en-France
8. Bonneuil-en-France
9. Bouffémont
10. Bouqueval
11. Châtenay-en-France
12. Chaumontel
13. Chennevières-lès-Louvres
14. Deuil-la-Barre
15. Domont
16. Écouen
17. Enghien-les-Bains
18. Épiais-lès-Louvres
19. Épinay-Champlâtreux
20. Ézanville
21. Fontenay-en-Parisis
22. Fosses
23. Garges-lès-Gonesse
24. Gonesse
25. Goussainville
26. Groslay
27. Jagny-sous-Bois
28. Lassy
29. Louvres
30. Luzarches
31. Maffliers
32. Mareil-en-France
33. Margency
34. Marly-la-Ville
35. Le Mesnil-Aubry
36. Moisselles
37. Montlignon
38. Montmagny
39. Montmorency
40. Montsoult
41. Piscop
42. Le Plessis-Gassot
43. Le Plessis-Luzarches
44. Puiseux-en-France
45. Roissy-en-France
46. Saint-Brice-sous-Forêt
47. Saint-Gratien
48. Saint-Martin-du-Tertre
49. Saint-Prix
50. Saint-Witz
51. Sarcelles
52. Seugy
53. Soisy-sous-Montmorency
54. Survilliers
55. Le Thillay
56. Vaudherland
57. Vémars
58. Viarmes
59. Villaines-sous-Bois
60. Villeron
61. Villiers-le-Bel
62. Villiers-le-Sec

## Démographie
En 2022, l'arrondissement comptait 485 841 habitants.
| 1968    | 1975    | 1982    | 1990    | 1999    | 2006    | 2011    | 2016    | 2021    |
| ------- | ------- | ------- | ------- | ------- | ------- | ------- | ------- | ------- |
| 294 097 | 357 023 | 378 148 | 410 382 | 427 716 | 447 070 | 493 988 | 471 164 | 481 685 |

| 2022    | - | - | - | - | - | - | - | - |
| ------- | - | - | - | - | - | - | - | - |
| 485 841 | - | - | - | - | - | - | - | - |

## Administration
| Période | Période  | Identité                | Fonction précédente | Observation |
| ------- | -------- | ----------------------- | ------------------- | ----------- |
|         |          |                         |                     |             |
|         | 2015     | Hervé Malherbe          |                     |             |
| 2015    | 2022     | Denis Dobo-Schoenenberg |                     |             |
| 2022    | En cours | Dominique Lepidi (d)    |                     |             |